# Oshibori

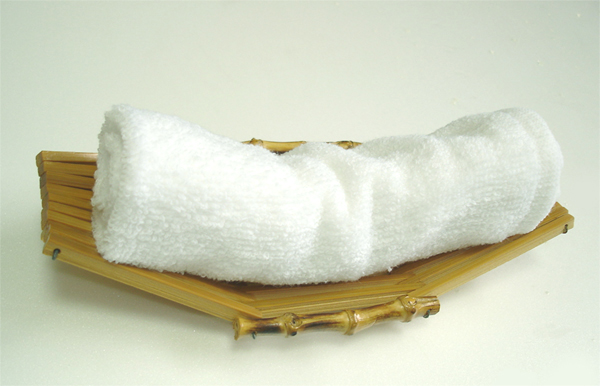
Typowe złożone oshibori na bambusowej podstawce.

Oshibori (jap. おしぼり bądź お絞り) – rodzaj wilgotnych ręczników używanych w Japonii do wycierania rąk przed posiłkiem. Zgodnie z tradycją niedopuszczalne jest używanie ich do innych części ciała m.in. twarzy czy nóg.

## Historia
Nieznany jest czas powstania oshibori. Najstarsze wzmianki pochodzą z epoki Heian (794-1185). Pojawiają się w słynnym japońskim dziele Opowieść o Genjim, lecz pod nazwą oshibori wilgotne ręczniki funkcjonują dopiero od epoki Edo (1603-1868). Początkowo używano ich do wycierania rąk, były one oferowane przybywającym gościom, jak i traktowano je jako życzliwy gest dla podróżnych m.in. mnichów. Przyjmowały wtedy formę wilgotnej tkaniny, z czasem stały się ręcznikami. W epoce Edo powszechnie występowały w noclegowniach zwanych hatago obecnych przy najważniejszych drogach w kraju zwanych Gokaidō.
Współcześnie oshibori używane są w japońskich restauracjach, hotelach czy pensjonatach. Oshibori rozdaje się w pociągach i samolotach, a także można zakupić je w specjalnych automatach. W początkowych latach epoki Reiwa (2019-) firmy produkujące i wypożyczające oshibori spotkały się z kryzysem wywołanym pandemią koronawirusa. Powodem był kryzys branży gastronomicznej skutkujący zamykaniem restauracji podczas pandemii, a tym samym brakiem zapotrzebowania firm na oshibori. Wśród dotkniętych kryzysem korporacji znajdowała się FSX Inc. działająca od 1967 roku.
Wraz z zakończeniem pandemii zapotrzebowanie na oshibori powróciło.

## Opis

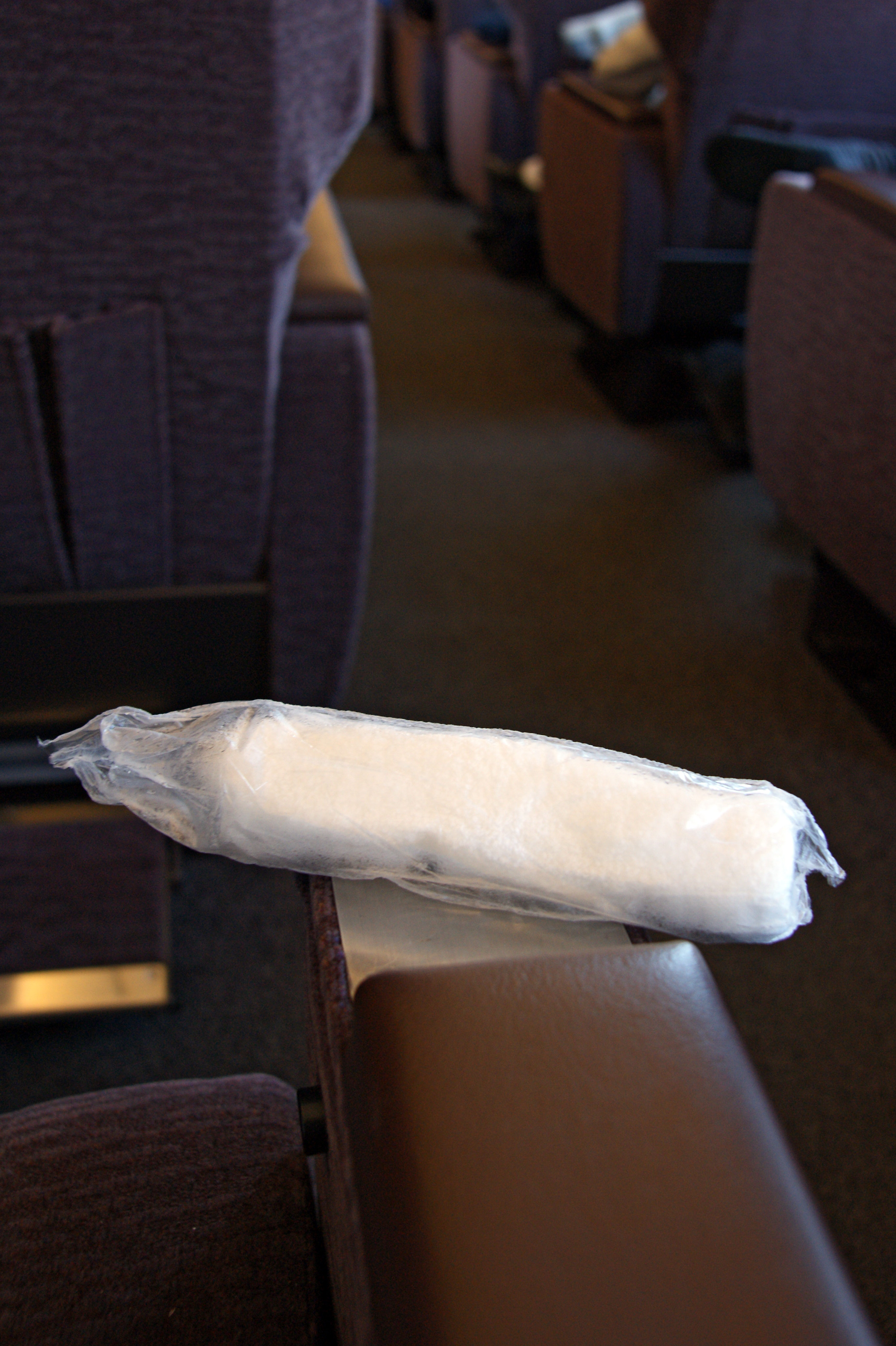
Przykład oshibori wydawanej w japońskim pociągu.

Oshibori są zazwyczaj białymi ręcznikami wykonanymi w 100% z bawełny, najczęściej o wymiarach 30x40 cm. Podczas podawania w restauracjach oshibori są zwinięte w rulon lub złożone w kwadrat. Podaje się je na tacy i w przypadku zagranicznych klientów zdarza się wyjaśniać ich przeznaczenie. Zakupione oshibori często także przyjmują formę rulonu.
Istnieje także oshibori wykonane z włókniny lub papieru, traktowane jako jednorazowy przedmiot dezynfekujący. Tego typu oshibori używa się w szpitalach, ale mogą być wykorzystywane w niektórych pensjonatach. Przypominają chusteczki nawilżane i najczęściej zawierają w sobie alkohol lub dwutlenek chloru. Ten typ oshibori najczęściej podaje się w specjalnych opakowaniach i rozdaje się na przyjęciach jako formę prezentu gościnnego.
Bawełniane ręczniki są wielokrotnego użytku. Przed ponownym wydaniem są odkażane, suszone i nawilżane. Część restauracji utylizuje używane oshibori, zakupując nowe co kilka tygodni. Niektórzy m.in. biznesmeni noszą ze sobą osobisty oshibori nawilżany za pomocą wody z kranu. Część z nich jest dekorowana inicjałami lub symbolem ukazującym miejsce ich pochodzenia.

## Rodzajeoshibori
Oshibori występuje w dwóch wariantach: ciepłym i zimnym. Ciepłe oshibori powstają w wyniku ogrzewania ręcznika na parze bądź moczenia w ciepłej wodzie. Restauracje najczęściej korzystają ze specjalnej szafki grzewczej, aby osiągnąć idealną temperaturę i wilgotność. Zimne oshibori macza się w chłodnej wodzie lub umieszcza w lodówce. Ciepłe ręczniki używa się zimą i w chłodniejsze dni, a zimne przeważnie latem.

## Etymologia
Słowo oshibori wywodzi się od japońskiego czasownika shiboru (jap. 絞る) oznaczającego „wykręcać” wzbogaconym o przedrostek honoryfikatywny o-. Słowo zapisuje się powszechnie hiraganą, a tylko okazjonalnie za pomocą kanji. Rzadziej używanym określeniem oshibori jest tefuki. Współcześnie słowo to najczęściej używa się w odniesieniu do chusteczek do nosa.
W przypadku nazewnictwa specyficznego można używać atsushibo i tsumeshibo do określania kolejno ciepłych i zimnych oshibori.